# Ernani
Ernani ist eine Oper (Originalbezeichnung: „Dramma lirico“) in vier Akten und fünf Bildern. Sie wurde 1844 von Giuseppe Verdi komponiert. Das Libretto schrieb Francesco Maria Piave. Am 9. März 1844 wurde sie im Teatro La Fenice in Venedig uraufgeführt.

## Handlung
Die Oper spielt in den Bergen von Aragonien, im Schloss von Don Ruy Gómez de Silva, in Aachen und in Zaragoza im Jahr 1519.

### Erster Akt: „Il bandito“ – Der Rebell
Die Berge von Aragón
Eine Räuberbande lagert in den Bergen von Aragón. Die Banditen trinken auf ihr unabhängiges Leben. Ihr Anführer Ernani ist ein verstoßener Adliger, dessen Vater, der Herzog von Aragón, von einem Mitglied der spanischen Königsfamilie getötet wurde. Ernani berichtet, dass seine Geliebte Elvira mit ihrem Vormund und Onkel Herzog Silva verheiratet werden soll. Der Rebellenführer und seine Gefährten beschließen, Elvira dem alten Silva zu entführen.
Reich ausgestattetes Zimmer Elviras im Palast de Silvas
Elvira, die am nächsten Tag den Herzog heiraten soll, wartet sehnsüchtig auf Ernani, mit dem sie auch dessen Rebellenleben teilen würde. Doch statt des erwarteten Geliebten verschafft sich Carlo, der König von Spanien, Zutritt zu Elviras Gemächern. Er gesteht ihr seine Liebe. Elvira würde jedoch eher sich und den König töten als ihm folgen. Da erscheint Ernani. Er erkennt in Carlo den Mörder seines Vaters und fordert den Rivalen um Elvira zum Zweikampf. Der Hausherr Silva kommt hinzu und will sich ebenfalls wütend mit den Eindringlingen und Nebenbuhlern duellieren. Erst jetzt gibt sich Carlo als König von Spanien zu erkennen. Um die Situation zu retten, behauptet er, in Silvas Haus eingedrungen zu sein, um mit diesem über den Tod des Kaisers und die Suche nach einem Nachfolger zu sprechen. Ernani sei als sein Getreuer mitgekommen.

### Zweiter Akt: „L’ospite“ – Der Gast
Prächtiger Saal im Schloss von Don Ruy Gómez de Silva
Elvira hat Silvas Wunsch, sie zu heiraten, zum Schein nachgegeben. Während die Diener die Hochzeit vorbereiten, bittet ein Pilger um Aufnahme. Da den Silvas Gastfreundschaft immer eine besondere Ehre war, heißt der Hausherr, ohne zu zögern, den unbekannten Fremden willkommen. Als Elvira im Hochzeitskleid eintritt, legt der Pilger entsetzt seine Verkleidung ab: Es ist Ernani, der vom König verfolgt wird. Da er Elvira treulos glaubt, erscheint ihm das Leben nun sinnlos, und er fordert Silva auf, ihn dem König auszuliefern. Doch Silva lehnt ab. Ihm ist das einmal ausgesprochene Gastrecht oberstes Gebot. Silva eilt hinaus, um die Burg vor dem herannahenden König zu sichern. Für kurze Zeit allein gelassen, erklärt Elvira Ernani, dass sie einem Gerücht zufolge den Geliebten tot glaubte, sie nur zum Schein in die Hochzeit mit Silva eingewilligt habe und sich am Traualtar erdolchen wollte. Versöhnt umarmt Ernani Elvira, als unvermutet Silva zurückkehrt und beim Anblick des Liebespaares wutentbrannt Rache schwört. Unterdessen fordert König Carlo Einlass in das Schloss, wo er den Rebellen Ernani vermutet. Doch obwohl Silva den Rivalen abgrundtief hasst, verbietet es ihm die Ehre, den aufgenommenen Gast dem König auszuliefern. Carlo ahnt, dass Silva Ernani schützt, und droht mit Folter. Da Silva hart bleibt, nimmt Carlo Elvira als Geisel mit, um so die Herausgabe Ernanis zu erzwingen. Wieder allein, möchte Silva mit Ernani abrechnen und fordert ihn zum Duell. Doch der gesuchte Rebell kann Silva vorerst auf seine Seite ziehen, und sie beschließen, sich gemeinsam am König zu rächen. Ernanis Leben bleibt jedoch in Silvas Hand: Als Pfand hinterlässt Ernani Silva ein Horn und schwört, er werde sich sofort töten, wenn Silva das Horn erklingen lässt.

### Dritter Akt: „La clemenza“ – Die Gnade
Unterirdische Krypta
In der Krypta Karls des Großen im Dom zu Aachen: Während die deutschen Kurfürsten im Dom den neuen Kaiser wählen, wartet Carlo versteckt in der Gruft Karls des Großen auf eine Gruppe Verschwörer, die hier angeblich seinen Tod beschließen werden. Im Zwiegespräch mit sich und seinem großen Namensvetter reflektiert er sein bisheriges Leben und sucht Kraft für die ihn möglicherweise erwartenden Aufgaben als Kaiser. Die Verschwörer erscheinen, unter ihnen auch Silva und Ernani. Durch Los wird Ernani ausgewählt, Carlo zu töten. Vergeblich bittet Silva Ernani um dieses Recht auf Rache am König. Drei Kanonenschüsse verkünden, dass Carlo soeben zum Kaiser gewählt worden ist. Als Kaiser Karl V. zeigt er sich nun den Verschwörern und kündigt harte Bestrafungen an. Doch auf die Fürsprache Elviras hin und nach dem Vorbild Karls des Großen verzeiht er großherzig, begnadigt die Rebellen und führt das Paar Ernani-Elvira zusammen.

### Vierter Akt: „La maschera“ – Die Maske
Terrasse im Palast von D. Giovanni d’Aragona
Ernani, der nun wieder seinen Herzogstitel führen darf, feiert in seinem Palast Hochzeit mit Elvira. Zu später Stunde ist das Paar auf der Terrasse endlich allein. Da ertönt aus der Ferne der Ton eines Hornes. Ernani erinnert sich an den Schwur, der damit verbunden ist. Silva erscheint maskiert und fordert rachsüchtig die Einlösung des Versprechens: „Wann immer dieses Horn erklingt, wird sich Ernani töten.“ Weder Ernanis noch Elviras Bitten und Flehen stimmen den hasserfüllten Alten um. Unbarmherzig pocht er auf sein Recht und fordert Ernanis Leben. Als ein Mann von Ehre, der sein Wort hält, ersticht sich Ernani schließlich, Elvira bricht ohnmächtig an seiner Leiche zusammen.

## Instrumentation
Die Orchesterbesetzung der Oper enthält die folgenden Instrumente:
- Holzbläser: Piccoloflöte, Flöte, zwei Oboen, zwei Klarinetten, Bassklarinette, zwei Fagotte
- Blechbläser: vier Hörner, zwei Trompeten, drei Posaunen, Cimbasso
- Pauken, Schlagzeug: Große Trommel, Kleine Trommel
- Harfe
- Streicher
- Bühnenmusik auf der Szene: Banda
- Bühnenmusik hinter der Szene: Horn, sechs Trompeten

## Werkgeschichte
Die Vorlage basiert auf dem Drama Hernani von Victor Hugo aus dem Jahre 1830. Dieses Drama wird seit Verdis Oper selbst auf den französischen Bühnen kaum mehr aufgeführt. Die Handlung ist fiktiv, obschon die Figuren auf historische Persönlichkeiten verweisen und die Handlung auf deren Lebensstationen Bezug nimmt (etwa die Wahl des Kaisers Karl V.). Thematisiert wird die Rache, und diese wird in verschiedenen Facetten und Stufen umgesetzt. Das Rachegefühl scheint umso größere Befriedigung zu erheischen, als ein perfektes Glück zweier frisch Vermählter vor der furchtbaren Alternative eines ehrlosen Lebens durch den Tod beendet wird.
Die Oper war im 19. Jahrhundert eine der meistgespielten Verdi-Opern. Mit dieser – seiner fünften – Oper schaffte Verdi endgültig den Durchbruch. Damals wurden oft nur die ersten drei Akte gespielt, weil der vierte Akt als Fremdkörper missverstanden wurde. Der Schluss des dritten Akts nimmt sich wie ein Finale aus. Auf die Aufführung der Solo-Trios im vierten Akt mochte man gleichwohl nicht verzichten, jedoch geschah dies oft nur konzertant und teilweise sogar kammermusikalisch, was der kompositorischen Qualität der Oper, insbesondere dieses Akts, zu verdanken ist.
Der Aufwertung des Belcanto ist es zu verdanken, dass die Oper in letzter Zeit wieder häufiger gespielt wird. Den Chören kommt eine wichtige Stellung zu. Sie stehen für die höfische Öffentlichkeit, in der die Rankünen ausgetragen werden.
Silvas Cabaletta aus dem Schluss des ersten Aktes „Infin che un brando vindice“ wird gelegentlich auch im vierten Akt von Nabucco gesungen, als dieser aus dem Gefängnis befreit wird. Auch Rogers Cabaletta im ersten Akt von Jérusalem, „Ah! viens démon esprit du mal“, weist in der Melodieführung unzweifelhaft große Ähnlichkeit mit „Infin che un brando vindice“ auf. Nachforschungen von David Lawton und David Rosen über Verdis Frühwerke und des englischen Musikwissenschaftlers Roger Parker ergaben, dass die Cabaletta ursprünglich für Verdis erste Oper Oberto conte di San Bonifacio geschrieben worden ist, auch wenn sie heute nicht (mehr) aufgeführt wird. Die Umstände, unter denen die Cabaletta in Ernani Aufnahme fand, sind nicht ganz klar.

## Diskografie (Auswahl)
- Gesamtaufnahme mit Carlo Bergonzi (Ernani), Leontyne Price (Elvira), Mario Sereni (Don Carlo), Ezio Flagello (Don Ruy Gomez da Silva), Julia Hamari (Giovanna), Fernando Iacopucci (Don Riccardo), Hartje Mueller (Jago), Chor und Orchester der RCA Italiana unter Thomas Schippers, RCA 1967
- Gesamtaufnahme mit Sung Kyu Park (Ernani), Marian Pop (Don Carlo), Pavel Kudinov (Don Ruy Gómez de Silva), Leah Gordon (Elvira), Stephanie Henke (Giovanna), Christoph Wittmann (Don Riccardo), Lancelot Nomura (Jago), Czech Philharmonic Choir Brno, Cappella Aquileia unter Marcus Bosch, Coviello Classics 2019